# 法島町
法島町（ほうしままち）は、石川県金沢市の町名。丁目を持たない単独町名であり、全域で住居表示実施済み。郵便番号は921-8101。旧加賀国石川郡富樫郷法島村、同郡野村字法島。

## 概要
法島町は、犀川左岸の清川町、寺町、十一屋町、平和町、大桑町、西大桑町、野田町、および右岸の菊川、城南に囲まれた地域である。

## 沿革
- 江戸期 - 加賀国石川郡富樫郷法島村が存在。米丸組所属。加賀藩領。
- 1871年8月29日（明治4年7月14日） - 廃藩置県により金沢県の管轄となる。
- 1872年3月10日（明治5年2月2日） - 金沢県が改称して石川県となる。
- 1889年（明治22年）4月1日 - 町村制施行により、野村発足。同村の字法島となる。
- 1925年（大正14年）4月1日 - 野村が金沢市に編入され、同市法島町となる。
- 1963年（昭和38年）6月1日 - 住居表示実施により、法島町・十一屋町の各一部をもって（新）法島町が成立[4]。（旧）法島町の一部が十一屋町の一部となる。
- 1964年（昭和39年）4月1日 - 住居表示実施により、（旧）法島町の残部すべてが清川町の一部となる。
- 1977年（昭和52年）3月10日 - 住居表示実施により、笠舞町の一部を編入[5]。

## 小・中学校の校区
市立小学校に通う場合は十一屋小学校に、市立中学校に通う場合は野田中学校に通う。

## 施設
- いしかわ子ども交流センター
- 犀川緑地公園
- 上菊橋
- 下菊橋

## 交通

### バス
町内にバス停はないが、北鉄金沢バス・北鉄白山バスが菊川一丁目 - 寺町一丁目間で町内を通過している。寺町一丁目バス停が最寄り。